# A Single Shot
A Single Shot è un film del 2013 diretto da David M. Rosenthal, scritto e prodotto da Matthew F. Jones, con protagonista Sam Rockwell.

## Trama
John Moon è un ex fattore che vive e sopravvive grazie alla caccia. Tutto fila liscio finché un colpo sbagliato parte dal fucile di John, innescando una serie di conseguenze inaspettate e sanguinose.

## Produzione

### Riprese e location
Le riprese del film iniziano il 16 aprile 2012 e terminano il 30 maggio. Vengono effettuate a Vancouver, nella provincia della Columbia Britannica del Canada.

### Cast
Nel periodo di pre-produzione del film, vari attori hanno ricevuto offerte per partecipare al progetto, in vari ruoli; tra questi Michael Fassbender, Thomas Haden Church, Forest Whitaker, Alessandro Nivola, Emily Mortimer, Juliette Lewis, Jennifer Jason Leigh, Terrence Howard, James Badge Dale, Juno Temple e Leslie Mann, ma nessuno di questi entra nel cast, tutti hanno rifiutato le parti proposte per conflitti con altre riprese o disinteresse verso il progetto.

## Distribuzione
Il primo trailer del film viene diffuso il 1º aprile 2013.
La pellicola è stata presentata al Festival internazionale del cinema di Berlino il 9 febbraio 2013 e successivamente al Tribeca Film Festival.
In Italia il film esce direct to video il 10 settembre 2014.

### Divieto
Il film è stato vietato ai minori di 18 anni per la presenza di forte violenza, contenuti sessuali, nudità, linguaggio non adatto e uso di droghe.

## Premi e riconoscimenti
- 2013 - Festival del cinema americano di Deauville
  - Nomination Grand Special Prize a David M. Rosenthal
- 2013 - Newport Beach Film Festival
  - Miglior attore a Sam Rockwell